# Kamienna (województwo zachodniopomorskie)
Kamienna (niem. Hohenstein) – osada w Polsce położona w województwie zachodniopomorskim, w powiecie szczecineckim, w gminie Biały Bór.
W latach 1975–1998 wieś należała do woj. koszalińskiego. Do 1971 roku w granicach miasta Biały Bór.
Inne miejscowości o nazwie Kamienna: Kamienna